# Mindomys hammondi
Mindomys hammondi (Thomas, 1913) è un roditore della famiglia dei Cricetidi, unica specie del genere Mindomys (Weksler, Percequillo & Voss, 2006), endemico dell'Ecuador.

## Descrizione

### Dimensioni
Roditore di grandi dimensioni, con la lunghezza della testa e del corpo tra 173 e 203 mm, la lunghezza della coda tra 222 e 251 mm, la lunghezza del piede tra 40 e 42 mm, la lunghezza delle orecchie tra 18 e 19 mm.

### Caratteristiche craniche e dentarie
Il cranio presenta un rostro lungo e robusto, la regione inter-orbitale ha i bordi convergenti, la scatola cranica è allungata e provvista di una cresta sagittale ben sviluppata. I fori palatali sono corti.
Sono caratterizzati dalla seguente formula dentaria:

### Aspetto
La pelliccia è folta. Le parti dorsali sono bruno-giallastre, mentre le parti inferiori sono biancastre o giallastre con la base dei peli grigia. Le vibrisse sopraciliari sono molto lunghe. Le orecchie sono piccole e variano dal marrone scuro al nerastro. I piedi sono larghi, la pianta è provvista di sei cuscinetti carnosi ben sviluppati e il quinto dito è allungato. La coda è più lunga della testa e del corpo ed è uniformemente scura. Le femmine hanno quattro paia di mammelle.

## Biologia

### Comportamento
È una specie terricola, associata ad ambienti acquatici. Probabilmente si arrampica agilmente sugli alberi.

## Distribuzione e habitat
Questa specie è limitata al versante andino nord-occidentale dell'Ecuador nella provincia di Pichincha.
Vive nelle foreste subtropicali montane tra 1.200 e 2.700 metri di altitudine.

## Conservazione
La IUCN Red List, considerato l'estensione del proprio areale inferiore a 5.000 km², la popolazione circoscritta a soltanto cinque località e il continuo declino nell'estensione e nella qualità del proprio habitat, classifica M.hammondi come specie in pericolo (EN).